# Notatesseraeraptor
Notatesseraeraptor bzw. die bisher einzige bekannte Art Notatesseraeraptor frickensis war ein fleischfressender Theropode, ein mittelgroßer Raubsaurier, der während der späten Trias im oberen Keuper im Gebiet der heutigen Schweiz lebte.

## Fundgeschichte
Seit 1961 wurden von den Tonwerken Keller in der Tongrube Frick bei Frick im Aargau zahlreiche Skelette des Sauropodomorphen Plateosaurus ausgegraben. Dies geschah zunächst als zufälliger „Beifang“ beim Lehmabbau, bei dem das Fossil nur mit viel Glück relativ unbeschädigt an die Oberfläche gelangte. Später wurde mit einem sorgfältigeren Verfahren versucht, die wertvollen Funde so weit wie möglich intakt zu lassen. Eine etwas höhere Schicht als die von Plateosaurus enthaltene wurde nun auch systematischer untersucht. Im Frühjahr 2006 fand der Hobby-Paläontologe und Lehrer Michael Fischer das postkraniale Skelett eines kleinen Theropoden. Triadische Theropodenfunde sind in Europa äußerst selten. Bekannt sind bisher nur die drei Arten Liliensternus liliensterni, Procompsognathus triassicus und Lophostropheus airelensis. Das Schweizer Skelett war vollständiger als diese Funde. 2009 wurde auch der Schädel geborgen. Zunächst wurde der Fund Coelophysis zugeordnet, aber die Fachleute waren sich bereits bewusst, dass weitere Forschungen wahrscheinlich zeigen würden, dass es sich um eine unbekannte Art handelt. 2008 wurde das postkraniale Skelett in einer Dissertation von Jasmina Christine Hugi beschrieben. Eine Diplomarbeit von Lui Unterassner aus dem Jahr 2009 beschrieb Schultergürtel und Mageninhalt. 2014 beschrieb eine Diplomarbeit von Marion Zahner den Schädel.

## Benennung
2019 wurde die Typusart Notatesseraeraptor frickensis im Rahmen eines Forschungsprojekts zum Neuaufschluss zwischen Januar 2015 und Mai 2019 an der Universität Zürich von Marion Zahner und Winand Brinkmann benannt und beschrieben. Der Gattungsname ist eine Kombination aus lateinisch nota, „mark“, tesserae, „tessellation“, und raptor, „Räuber“. Der Name bezieht sich auf die Tatsache, dass es sich um ein Raubtier handelt, das eine Mischung von Merkmalen aufweist, die in einer mosaikartigen Evolution mit den Coelophysidae und den Dilophosauridae geteilt werden. Die Artbezeichnung bezieht sich auf die Herkunft bei Frick. Es wurde als erster mesozoischer Theropode aus der Schweiz bezeichnet.

## Erdalter
Der Holotyp besteht aus den Exemplaren SMF 06-1 und SMF 09-2. Es wurde in einer Schicht der Gruhalde-Lagerstätte gefunden, die Teil der Klettgau-Formation ist und aus dem späten Norium stammt. Die Schicht liegt nur einen Meter unter dem Trias-Jura Grenze und muss etwa 209 Millionen Jahre alt sein. SMF 09-2 ist ein Schädel mit Unterkiefer. SMF 06-01 umfasst eine zusammenhängende Reihe von dreizehn Wirbeln, vier Kreuzbeinwirbeln und vier vorderen Schwanzwirbeln; Halsrippen, Rippen und Bauchrippen; Sparren; der Schultergürtel; beide Vorderbeine und beide Darmbeine, Sitzknochen und Schambeine. Außerdem wurde ein Teil des Mageninhalts versteinert. Die Knochen sind teilweise bandagiert. Das postkraniale Skelett wurde von Ben Pabst teilweise präpariert. Die Fossilien sind Teil des Sauriermuseum Frick, das seit April 2009 das postkraniale Skelett neben einer maßstabsgetreuen Rekonstruktion von Beat Scheffold ausstellt. Ein Abguss des Schädels wurde später hinzugefügt.

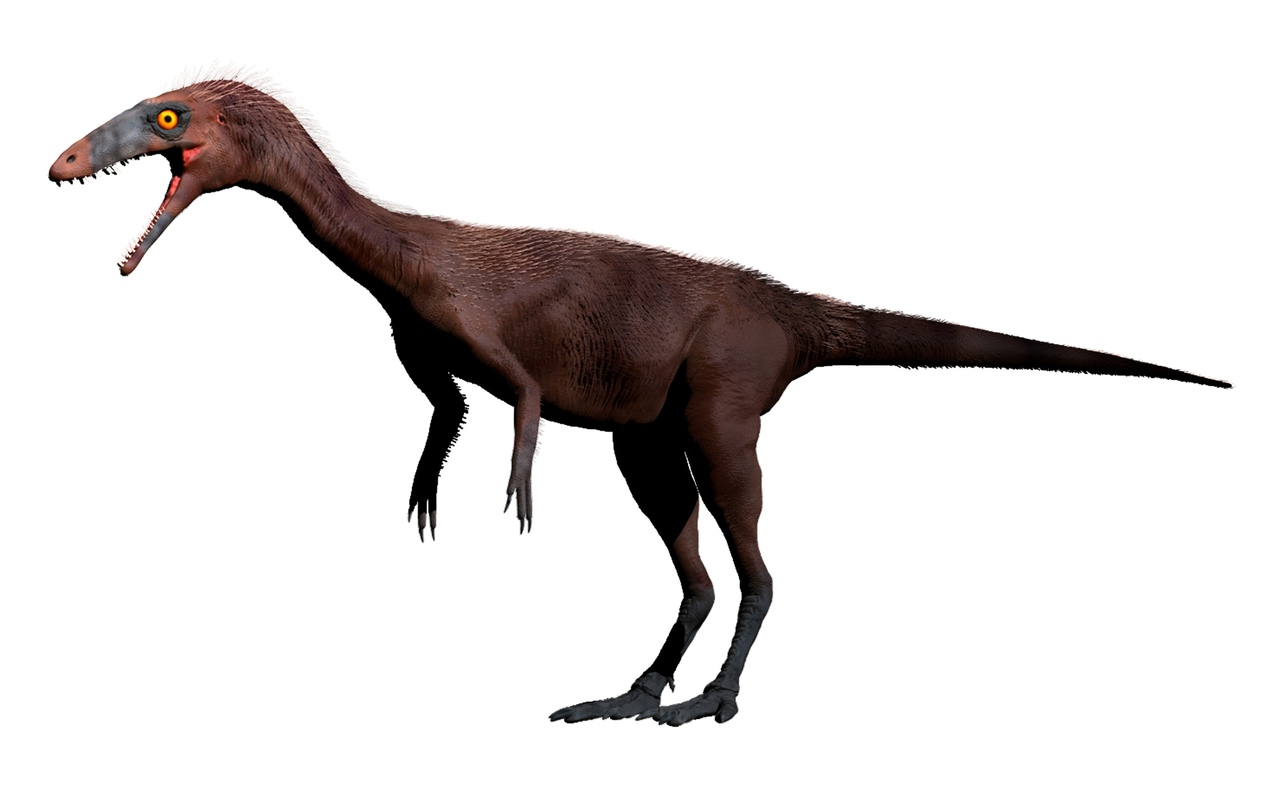
Lebendrekonstruktion

## Ernährung
Im Körperinnern des Raubdinosauriers sind Reste des Mageninhaltes erhalten geblieben, welche von einem Verwandten der Brückenechse stammen.

## Beschreibung

### Größe und Unterscheidungsmerkmale
Die Körperlänge von Notatesseraeraptor wurde 2019 auf 2,6 bis 3 Meter geschätzt, was darauf hindeutet, dass das Holotyp-Individuum noch nicht ausgewachsen war.
Die Forscher bemerkten einige Unterscheidungsmerkmale. Eines davon ist eine Autapomorphie, ein einzigartiges abgeleitetes Merkmal. Die Vertiefung um das obere Schläfenfenster ist auf die Rückseite des Scheitelbeins begrenzt.
Darüber hinaus gibt es eine einzigartige Kombination von Eigenschaften, die an sich nicht einzigartig sind. Die vier Prämaxillarkronen sind außergewöhnlich lang, gleich lang wie die vorderen Oberkieferzähne, aber in Querrichtung schmaler, so dass ihre Querbreite ein Drittel ihrer anterior-posterioren Breite beträgt, während die Oberkieferzähne anterior-posterior 2,4-mal breiter sind als quer. Die Prämaxillarkronen sind quer abgeflacht, an der vorderen Schneide etwas dicker als an der hinteren, und an beiden Schneidkanten fein gezahnt, fünf pro linearem Millimeter. Die Vertiefung um die Fenestra antorbitalis herum weist zwei Vertiefungen auf, die der Fenestra promaxillaris und der Fenestra maxillaris entsprechen. An der unteren Hirnschale befindet sich die Recessus Basisphenoideus flach. Der Vagusnerv hat einen hinteren Ausgang, der von der Öffnung des Nervus hypoglossus nach außen zeigt. Im Unterkiefer hat das Gelenk drei unterschiedliche Äste: einen auf der Innenseite, einen schräg nach oben und seitlich gerichteten und einen auf der Oberseite. Die Dornfortsätze des Rückens nehmen nach hinten an Höhe zu. Die Sakralwirbel haben verbreiterte Gelenkfacetten und abgeflachte Unterseiten. Der zweite Kreuzbeinwirbel hat an der Seitenfläche eine tiefe Mulde. Die vorderen Schwanzwirbel haben Längstäler an den Wirbelkörpern und Wirbelbögen. Die vorderen vier Winkel des Schwanzes haben markante Buckelvorsprünge auf der oberen Vorderseite. Das Schambein und das Sitzbein haben am unteren Ende eine deutliche Verbreiterung oder einen „Fuß“. Der „Fuß“ des Sitzbeins ist größer als der des Schambeins.

Größenvergleich

## Skelett

### Schädel
Der Kopf von Notatesseraeraptor ist lang und niedrig, im Holotyp mit einer Länge von 225 Millimetern. Die Schnauze nimmt davon zwei Drittel ein. Die Länge der Schnauze beträgt das Zweieinhalbfache der Kopfhöhe, gemessen an den Augenhöhlen. Die Prämaxillare hat eine typische basale Form mit einer knöchernen Platte unterhalb des hinteren Astes und einem Hiatus mit dem Oberkieferknochen. Die Seitenwand wird von sechs Venengängen durchzogen, deren vorderer schlitzförmig ist, ein abgeleitetes Merkmal. Auffallend ist die sehr basale Form der Zwischenkieferzähne: Sie sind besonders lang, stark gebogen, stark abgeflacht und haben über beide Schneidkanten wohlgeformte Zacken. Dies unterscheidet sich von der Situation bei den Coelophysidae, wo insbesondere die Zähne kürzer, gerader sind – insbesondere was die ganz vorderen betrifft – und wenig oder keine Zacken aufweisen. Die Zwischenkieferzähne sind auch länger als die Oberkieferzähne bei Eoraptor. Es wird eher gefolgert, dass sie schräg hervorstehen wie bei Dilophosaurus und Dracoraptor.
Es gibt ein großes Antorbitalfenster, das 30 % der Schädellänge einnimmt. Unten wird die umlaufende Mulde von einem horizontalen Grat begrenzt, dessen Ober- und Unterkante parallel verlaufen. Es scheint eine fenestra maxillaris an der Vorderseite der Mulde zu geben, die sich von Coelophysiden oder Ceratosauria unterscheidet, aber mit der typischen Form von basalen Tetanurae: groß, aber flach, nicht durch die innere Beinwand ragend. Die Schnauze trägt keinen Kamm. Die Vertiefung setzt sich über dem Tränenbein fort und wird dort durch einen nach vorne verlaufenden Wellenkamm geteilt. Der Oberkieferknochen trägt mindestens fünfzehn Zähne; die Summe scheint weniger als die vierundzwanzig von Coelophysis gewesen zu sein.
Das Schädeldach ist aufgrund von Kompression und nur teilweiser Präparation kaum bekannt. Die Vertiefung um das obere Schläfenfenster setzt sich weit vorn und hinten über das Postorbital fort, ist aber auf die hintere Seite des Scheitelbeins beschränkt. Bei allen bekannten Verwandten erstreckt es sich auch über die Vorderseite, über das Stirnbein. Die nicht verschmolzene Beinnaht zwischen den beiden Scheitelbeinen liegt in einer Längsmulde.
Das Jochbein ist dem von Zupaysaurus sehr ähnlich, außen flach ohne horizontalen Grat, einen langen Vorderast, der die Fenestra antorbitalis erreicht haben könnte, und eine Erhebung als aufsteigender Ast zum Tränenbein. Das Jochbein und das Quadratojugale sind gleiche Teile der Unterkante des unteren Schläfenfensters. Im Quadratum ähnelt der äußere Flügel dem von Dilophosaurus: groß, hoch und fächerförmig. Im Gegensatz dazu ähnelt der Innenflügel des Pterygoids dem von Coelophysis mit der Form eines umgekehrten Elefantenohrs. Aus dieser Mischung entstand der Gattungsname.

### Kiefer
Der Unterkiefer ist lang und niedrig. Die Zähne sind ziemlich weit voneinander entfernt, etwa zwei pro linearem Zentimeter, was insgesamt neunzehn bis dreiundzwanzig Zähne pro Seite ergeben würde. Das Winkelstück hat ein ausgeprägtes äußeres knöchernes Plateau, das in den vorderen seitlichen Rand des Kiefergelenks übergeht. Der retroartikuläre Vorsprung, der den Mund öffnet, ist lang und schmal, ein grundlegendes Merkmal; Der Ansatz für den M. depressor mandibulae befindet sich auf der oberen Oberfläche, wie bei der Coelophysis. Typisch für Dilophosauriden sind jedoch die drei Gelenkäste.

### Wirbelsäule
Wie bei Dilophosaurus nehmen die Wirbel im Rücken und Schwanz in der Folge nach hinten an Länge zu. Bei den vorderen Wirbeln sind die seitlichen Fortsätze rechteckig und stehen senkrecht zum Wirbelkörper. Im Gegensatz zu Ceratosauria nehmen die Stacheln nach hinten hin an Höhe zu. Wie beim Megapnosaurus sind die Kreuzbeinwirbel unten eher flach als abgerundet oder gekielt.
Die Arme sind im Verhältnis zum Oberkörper relativ lang; die Beziehung zu den Hinterbeinen ist nicht bestimmbar.

## Stammbaum
Notatesseraeraptor wurde 2019 basal in die Neotheropoda gestellt, also in die Averostra, also außerhalb der Coelophysoidea.